# ОШ Свети Сава Владичин Хан
ОШ „Свети Сава” у Владичином Хану, једна је од установа основног образовања на територији општине Владичин Хан.
Основна школа је почела са радом 1. септембра 1995. године. У школској 2017/18. години школу похађа 612 ученика смештених у 32 одељења. Од тог броја 21 одељење је у централној школи, а 11 су издвојена одељења. Издвојена одељења су четвороразредна и налазе се у Прекодолцу, Житорађу, Полому и Кржинцу у којима наставу похађа 134 ученика. У издвојеним одељењима у Полому и Кржинцу настава се одвија у комбинованим одељењима. У вишим разредима ученици из ових одељења долазе у централну школу.
Школа је опремљена потребним намештајем. Инвентар школе одговара дидактичким, естетским и хигијенским условима. Школа је уложила максималне напоре да обезбеди наставна средстава предвиђена за несметан рад, али јој недостају кабинети и специјализоване учионице за стране језике, физику, хемију и биологију.
Безбедност ученика и предшколаца одувек је била један од приоритета. Сигурност деце обезбеђена је 24-часовним видео надзором, ограђеним школским двориштем и прилазним пешачким стазама. Школа, такође, има и прилазне рампе за ученике са инвалидитетом.
Школска библиотека располаже са око 12.000 библиотечких јединица, од чега ученичка библиотека има око 8.500 књига а остало је стручна наставничка, педагошка литература, дечја књига, белетристика и др.